# Leucophora xizangensis
Leucophora xizangensis är en tvåvingeart som beskrevs av Fan och Zhong 1984. Leucophora xizangensis ingår i släktet Leucophora och familjen blomsterflugor. Inga underarter finns listade i Catalogue of Life.